# Мюджаделе (1912)
Вижте пояснителната страница за други значения на Мюджаделе.
„Мюджаделе“ (в превод Борба) с подзаглавие Седмичен орган на социалистическата федерация е социалистически български вестник, излизал в Солун, Османската империя в 1912 година.
Издава се от бившия депутат Димитър Влахов. Излиза в 1 брой. Издаван е от Социалистическата работническа федерация. Целта му е да подпомогне социалистическата предизборна борба за изборите през април същата година.